# Deáky Zsigmond
Révkomáromi Deáky Zsigmond János (Himod, 1795. május 14. – Győr, 1872. december 29.) költő, nyelvész, római katolikus pap, a Magyar Tudományos Akadémia tiszteleti tagja.

## Élete
A római katolikus nemesi révkomáromi Deáky család sarja. Apja, révkomáromi Deáky József, uradalmi ispán (spanus dominalis), anyja, Őri Anna asszony volt. Keresztzsülei, niczki Niczky Zsigmond és felesége Vajda Rozália asszony voltak. Szülei Győrbe költöztek, ott kezdte meg és folytatta alsóbb és felsőbb tanulmányait; 1811-ben lépett a győri egyházmegyei növendékpapok közé; 1816-ban a teológiai tanfolyamot befejezte és, mint egyházi szertartó, az akkori szombathelyi püspök, Somogyi Lipót udvarában nyert alkalmazást. 1817-ben áldozópappá szentelték. Ezután egyházmegyéjébe tért vissza és két évig segédlelkész volt. 1819-ben Esterházy Miklós gróf bízta meg fiának nevelésével; a családdal két izben utazta be Svájcot és több évet töltött Olaszországban. Rómában a Sapientia Romanáról nevezett egyetemben vitatkozott és bölcseleti és teológiai doktorrá avatták. 1827-ben bevégezte az ifjú grófok nevelését, mire Bourbon Károly luccai herceg és spanyol infáns meghívta egyetlen fia, Ferdinánd Károly mellé nevelőnek; mint ilyen 1841-ig működött. Időközben a Magyar Tudományos Akadémia 1832. szeptember 1. levelező (1858. december 15. tiszteleti) tagjává választotta; ugyanakkor a pesti egyetem teológiai karának is tagja lett. 1835-ben XVI. Gergely pápa udvari főpapnak, 1836-ban V. Ferdinánd király címzetes apátnak nevezte ki. 1841-ben címzetes caesaropolisi püspök lett és visszatért hazájába, ahol mint a győri tankerület főigazgatója 1849-ig működött és egyszersmind a győri székesegyház nagyprépostja és kanonokja volt. 3000 kötetből álló könyvtárát a győri püspöki szemináriumnak hagyta.

## Munkái
- Elegia egy falusi temetőn, Gray Tamás után. Róma, 1827.
- Grammatica ungherese a uso degľitaliani. Uo. 1827.
- Oratio, quam in solennibus exequiis cels. ac rev. dni principis Josephi Kopácsy,… archiepiscopi… die 15. oct. 1847. Strigonii dixit. Strigonii.

Ezeken kívül 1842-ben megjelent Győrött egy latin beszéde, melyet beigtatása alkalmával mondott a tanuló ifjusághoz, 1844-ben pedig egy magyar beszéde, melyet Váczy István elemi tanítónak aranyéremmel való feldiszítése ünnepén tartott; czimük leirását azonban nem találtam meg.
Kőnyomatú arcképe a Vereby, Honpolgárok Könyvében jelent meg.
Mint növendékpap költeményeket irt az Erdélyi Múzeumba s 1837-ben a Koszorúba. Miért tanult a luccai örökös herczeg magyarúl c. értekezése a Tudományos Gyűjteményben (1830. III.), székfoglaló beszéde a Magyar Tudományos Akadémia Értesítőjében (I. 1860.) jelent meg.